# Sinogastromyzon
Sinogastromyzon es un género de peces cipriniformes pertenecientes a la familia Balitoridae.

## Especies
- Sinogastromyzon chapaensis Mai, 1978
- Sinogastromyzon hsiashiensis Fang, 1931
- Sinogastromyzon minutus Mai, 1978
- Sinogastromyzon nanpanjiangensis Li, 1987
- Sinogastromyzon nantaiensis Chen, Han & Fang, 2002
- Sinogastromyzon puliensis Liang, 1974
- Sinogastromyzon rugocauda Mai, 1978
- Sinogastromyzon sichangensis Chang, 1944
- Sinogastromyzon szechuanensis Fang, 1930
- Sinogastromyzon tonkinensis Pellegrin & Chevey, 1935
- Sinogastromyzon wui Fang, 1930